# 岸波莉穗
岸波莉穗（日语：／ Kishinami Riho，1992年4月23日—），日本前寫真偶像。於東京都出身。所屬事務所為Yellow Land（イエローランド）。她主要活躍於年少偶像雜誌、電視節目等平台上。

## 生平
2006年2月，還是初中生的岸波莉穗選擇出道成為年少偶像，出道作為同月開售的寫真DVD《岸波的挑戰》（莉穂の挑戦）。6月22日，她推出自己第二部寫真集《莉穗13歲》，此作為其首度在日本國外拍攝的作品。7月24日，她的寫真DVD《喜歡上了》（好きになっちゃった）公開，其部分畫面在海邊取景。10月20日，她在夏天拍攝的寫真DVD《莉穗的季節》（莉穂の季節）開售。
2007年1月12日，岸波推出《莉穗人》（りほんちゅ。）一作。4月25日，她的寫真DVD《初戀U15》公開，《初戀U15》收錄了她身穿白色泳衣的樣子。7月23日，她推出了寫真DVD《瑜伽娘俱樂部 岸波莉穗 ～愉快地做瑜伽 擺姿勢～》（YOGAっ娘クラブ 岸波莉穂 14歳 ～楽しいヨガ・ポーズ～），此作以其擺出各種瑜伽姿勢為主軸。8月25日，她跟多田瑞穗、植野千尋、坂本理音共演的寫真DVD《縐紗》（クレープ）開售。
她本人於部落格上寫道，她在2008年時一邊上學一邊在家庭餐廳打工。

## 人物
岸波喜歡上網，擅長表演嘻哈。岸波同时是个御宅族兼腐女，她會在自己的部落格上使用2channel用語。她在校時加入了美術部。她曾表示自己有志於將來成為醫生。

## 外部連結
- 岸波莉穗的部落格 （页面存档备份，存于）